# Hukkle
Hukkle (hipo en español) es una película húngara dirigida por György Pálfi, que muestra la vida cotidiana de las personas que viven en una aldea al azar de apariencia tranquila y hermosa. Solo algunos hechos misteriosos logran romper la tranquilidad en el pueblo.

## Argumento
La historia toma lugar en una aldea común en Hungría. Comienza con un anciano que tiene hipo, y se sienta en el frente de su casa con una lata de leche. Él observa los hábitos diarios de los aldeanos del pueblo. Luego hay un montón de secuencias sobre todo tipo de eventos, un joven en carreta tirada por un caballo llena de recipientes de leche. Normalmente el limpia los recipientes, pero esta vez él se distrae con una joven sentada al sol, una máquina trilladora cosecha el campo; un gato envenenado que finalmente muere, un par de aldeanos satisfechos al ver a sus cerdos copular; mientras tanto unos hombres de la aldea juegan para matar el tiempo, el viejo sigue teniendo hipo.
Parece que una idílica aldea, pero en ella ocurren algunos hechos misteriosos. Durante todos los eventos hay algunas secuencias en la que se muestran botellas con líquidos extraños. De vez en cuando alguien muere y todo el pueblo acompaña a la viuda en su dolor, pero todo vuelve a la tranquilidad después de los entierros. Cuando un pescador desaparece, un policía local está decidido a averiguar lo que pasó. Pero al final no logra averiguar lo que ha ocurrido con el hombre.
Con casi ningún diálogo en la película, parece que los acontecimientos en torno a los habitantes de la aldea, los animales y las plantas no tienen ningún significado. Pero en el final de la película, hay una boda donde algunas jóvenes cantan una canción folklórica que revela todo el misterio de las muertes.

## Curiosidades
- Hukkle en húngaro significa hipo.
- El cerdo de la película se llama Jimmy.
- El avión que parece en la película es un F-16.
- La empresa húngara KGB fue la encargada en los efectos digitales.
- El nombre del pueblo húngaro en el cual se grabó la película es Ozora.

## Premios
- Mejor Nuevo Director en el Festival de Cine de San Sebastián, European Discovery of the Year - European Film Awards.
- Mejor director en el Presentada en el 18° Festival Internacional de Cine de Mar del Plata, Sección Punto de Vista.
- Presentada en el Buenos Aires V Festival Internacional de Cine Independiente, Sección Panorama.

## Enlaces
- En IMDb

- Datos: Q847031